# Der Nordstern (Zeitung aus Minnesota)
Der Nordstern war eine deutschsprachige US-amerikanische Wochenzeitung aus St. Cloud, Minnesota. Sie wurde 1874 gegründet, um die große deutsche Einwanderergemeinde in der Region mit Nachrichten zu versorgen. Der Schwerpunkt auf lokale Nachrichten trug zu einem raschen Wachstum bei und machte sie zu einer der auflagenstärksten Zeitungen von Minnesota. Sie überlebte die demografischen und politischen Veränderungen nach dem Ersten Weltkrieg, auch weil die Redaktion ab 1922 eine englischsprachige Beilage herausgab. Nach 57 Jahren stellte Der Nordstern 1931 auf dem Höhepunkt der Weltwirtschaftskrise sein Erscheinen ein.

## Geschichte
Um 1870 hatte die schnell wachsende Stadt St. Cloud in Zentral-Minnesota bereits eine große Zahl deutscher Einwanderer. Um den Bedarf an Nachrichten zu decken, druckten die Verleger Peter Brick und Peter Kaiser im Dezember 1874 zunächst zwei Probezeitungen. Die Exemplare wurden kostenlos an alle Namen verschickt, die sie in den Steuerlisten von Stearns County finden konnten. Innerhalb weniger Wochen erreichten sie eine verkaufte Auflage von über 800 Exemplaren, was fast 40 % der damaligen Stadtbevölkerung entsprach. Die Zeitung wurde nach dem offiziellen Staatsmotto von Minnesota L'Étoile du Nord (Stern des Nordens) benannt, das 1861 eingeführt worden war. Die erste erhaltene Ausgabe von Der Nordstern ist eine vierseitige, sechsspaltige Ausgabe vom 17. Februar 1876.
Die Zeitung erschien jeden Donnerstag und konzentrierte sich auf lokale und staatliche Nachrichten, Korrespondenz und allgemeine landwirtschaftliche Themen. Sie wurde zu einer Plattform für Diskussionen und politische Debatten und enthielt auch literarische Beiträge sowie kritische Besprechungen deutscher Bücher. Diese breite Themenabdeckung war ungewöhnlich für deutschsprachige Zeitungen jener Zeit, die sich hauptsächlich auf US-amerikanische Nachrichten und Nachrichten aus Deutschland konzentrierten. Die Nachfrage nach diesen Inhalten nahm stetig zu und Der Nordstern begann am 22. September 1898 mit der Veröffentlichung von 12-seitigen Ausgaben. Schließlich hatte die Zeitung die größte Auflage aller Zeitungen nördlich von Minneapolis.
In den frühen 1900er Jahren weitete Der Nordstern seine Berichterstattung auf die nahe gelegenen Städte im Stearns County aus, darunter Freeport, Greenwald und Melrose. Die Berichterstattung über US-amerikanische und internationale Nachrichten nahm in den Jahren vor dem Ersten Weltkrieg immer mehr Raum ein. Da nach dem Krieg viele deutschsprachige Zeitungen wegen allgemeiner antideutscher Stimmung eingestellt wurden, begann Der Nordstern, eine vierseitige englischsprachige Beilage herauszugeben, um die sprachliche Kluft zwischen den Generationen zu überbrücken und das Interesse an der deutschen Kultur zu steigern. Die Herausgeber wechselten im Laufe der Jahre mehrfach, aber der Zielrichtung der Zeitung wurden vor allem von Redakteur Gerhard May geprägt, einem Kenner der deutschen Kultur, der von 1884 bis zur Einstellung der Zeitung tätig war.
Der Nordstern wurde im September 1929 an die Times Publishing Company of St. Cloud verkauft. Zu dieser Zeit erschien die Zeitung in einem 24-seitigen, vierspaltigen Format. Unter dem Druck der Weltwirtschaftskrise und des demografischen Wandels erschien die letzte Ausgabe am 27. August 1931. Mit 57 Jahren hatte Der Nordstern eine der längsten Auflagen aller deutschsprachigen Zeitungen in Minnesota. Die Minnesota Historical Society übertrug die Ausgaben zwischen 1968 und 1984 auf Mikrofilm und machte das Archiv der Öffentlichkeit zugänglich.